# Mord an Grace Brown

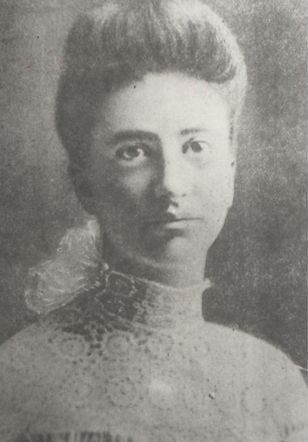
Grace Brown

Grace Brown (* 20. März 1886; † 11. Juli 1906) war eine amerikanische Näherin, die im Jahr 1906 von ihrem Geliebten Chester Gillette ermordet wurde. Der Fall erregte einiges Aufsehen und wurde in Romanen, Theaterstücken und Filmen umgesetzt.
Grace Brown wurde als Tochter von Farmern geboren und wuchs in South Otselic auf, einer Ortschaft im Chenango County im Bundesstaat New York. Als junge Frau lebte sie bei einer verheirateten Schwester in Cortland, wo sie als Näherin in einer Rockfabrik arbeitete. Dort lernte sie Chester Gillette kennen, den 1883 in Montana geborenen Neffen des Fabrikbesitzers. Die beiden wurden ein weitgehend heimliches Liebespaar.
Als Grace Brown im Frühjahr 1906 entdeckte, dass sie schwanger war, wurde sie von Gillette zu ihren Eltern heimgeschickt, er versprach ihr aber, mit ihr in Urlaub zu fahren. In Briefen drängte sie Chester Gillette zu einer Entscheidung, wie es mit ihnen weitergehen solle, und drohte mit der Offenlegung der Art ihrer Beziehung und der Schwangerschaft. Im Juli unternahmen die beiden eine Reise in die Adirondacks, wobei sich Chester Gillette jeweils unter falschem Namen im Hotel eintragen ließ. Am 11. Juli gingen Gillette und Brown in einem Ruderboot auf den Big Moose Lake, wovon nur Gillette ohne Boot und in nasser Kleidung zurückkehrte. Er blieb in der Gegend und benutzte wieder seinen richtigen Namen. Nachdem Grace Browns Leiche gefunden wurde, verhaftete man Gillette, der abstritt, Brown getötet zu haben.
Im Winter 1906 wurde Chester Gillette in einem dreiwöchigen Prozess in Herkimer des Mordes schuldig gesprochen und zum Tode verurteilt. Während des Prozesses hatten unter anderem die Briefe, die Grace Brown an Gillette geschickt hatte, großen Eindruck auf die Zuschauer gemacht. Die Berufung wurde abgelehnt, und so wurde Gillette am 30. März 1908 auf dem elektrischen Stuhl hingerichtet.

## Der Mordfall Grace Brown in der Kultur
Der Mord an Grace Brown fand Eingang in den Folksong Ballad of Big Moose Lake. Er diente dem Schriftsteller Theodore Dreiser als Vorbild für seinen 1925 erschienenen Roman Eine amerikanische Tragödie, welcher auch für die Bühne umgesetzt und mehrfach verfilmt wurde. 2003 nahm sich die Schriftstellerin Jennifer Donnelly mit dem Roman Das Licht des Nordens des Themas an.

## Belege
- Eleanor Waterbury Franz: The Tragedy of the “North Woods”. Erschienen in: The New York Folklore Quarterly. Vol. IV, No. 2, 1948 S. 85
- Douglas MacGowan: The American Tragedy. crimelibrary.com, archiviert auf Internet Archive. Abgerufen am 11. März 2018
- Craig Brandon: A famous murder mystery. craigbrandon.com, archiviert auf Internet Archive. Abgerufen am 11. März 2018